# 安东·克勒
安东·克勒（德語：Anton Kehle，1947年11月8日—1997年9月24日），德国男子冰球运动员。他曾代表西德参加1972年和1976年冬季奥林匹克运动会冰球比赛，其中1976年冬季奥运会获得一枚铜牌。